# GC EP
GC EP es un EP lanzado por la banda Good Charlotte en el año 2000, antes de que su álbum debut, Good Charlotte, fuera lanzado ese mismo año.
El EP es muy raro ya que sólo fueron hechos cincuenta, contiene cuatro canciones, cada una de las cuales aparecen en el álbum Good Charlotte.

## Lista de canciones
| N.º | Título              | Duración |  |
| 1.  | «Walk By»           |          |  |
| 2.  | «East Coast Anthem» |          |  |
| 3.  | «I Heard You»       |          |  |
| 4.  | «Little Things»     |          |  |

- Datos: Q3062503